# ジョーダン・EJ14
ジョーダン・EJ14 (Jordan EJ14) は、ジョーダン・グランプリが2004年のF1世界選手権参戦用に開発したフォーミュラ1カー。

## 概要

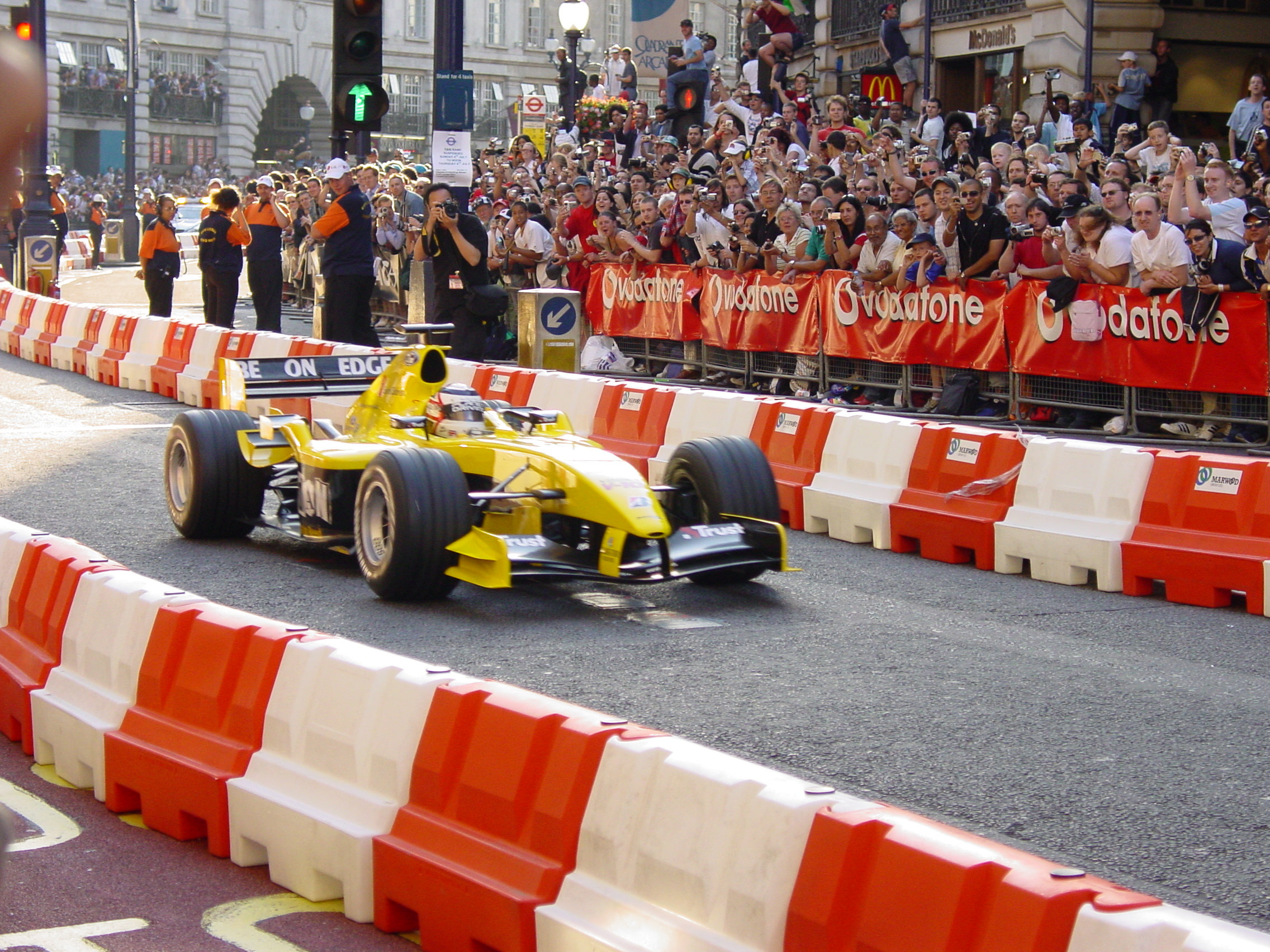
2004年イギリスグランプリに先だってEJ14でロンドン市内をデモ走行するナイジェル・マンセル

EJ14は完全な新車では無く、前年度の競争力に欠けたEJ13を大きく改良した物であった。シャシーは新たな空力パッケージと、フォードのバッジを付けた強力なコスワースエンジンが組み合わされた。また、フロントサスペンションはツインキールからシングルキールに戻された。
しかしながら、チームの予算は僅かで、シーズン前およびシーズン中のテストはほとんど行われなかった。当然のことながらEJ14は前作のEJ13同様に競争力に欠ける車両となった。トップスピードの不足はパワーに欠けるエンジンのためとされ、チームはジャガーが使用するワークスエンジンとは異なるエンジンが供給されたと主張した。
2003年シーズンの後、チームはようやく冬休みを乗り切ったが、大口スポンサーが無かったためEJ14はレースごとにカラーリングを変更して走行した。EJ14が初めて発表されたとき、死んでいたチームが蘇ったとして車体には「ラザロ Lazarus」のメッセージが描かれた。このほかにもシーズンを通してエンジンカバーに様々なメッセージが描かれた。バーレーン政府が2004年から開催されるバーレーングランプリを祝うためにエンジンカバー上の権利を購入し、その絵柄を決定していた。オーストラリアGPでは鳩が描かれ、サンマリノGPではアイルトン・セナの死から10周年を記念して彼の肖像が描かれた。

## 2004年シーズン
ドライバーはザウバーから加入したニック・ハイドフェルドと新人のジョルジオ・パンターノ。パンターノがチームを離脱すると、テストドライバーのティモ・グロックが代役を務めた。
第8戦カナダGPではウィリアムズとトヨタの計4台のマシンがブレーキダクトの規定違反でレース後に失格となり、グロック7位、ハイドフェルド8位とダブル入賞を果たした（グロックはF1デビュー戦での入賞）。
最終的に獲得ポイントは5で、コンストラクターズランキング9位だった。

## F1における全成績
(key) （太字はポールポジション）
| 年     | チーム     | エンジン     | タイヤ | ドライバー             | 1   | 2   | 3   | 4   | 5   | 6   | 7   | 8   | 9   | 10  | 11  | 12  | 13  | 14  | 15  | 16  | 17  | 18  | ポイント | 順位 |
| ------ | ---------- | ------------ | ------ | ---------------------- | --- | --- | --- | --- | --- | --- | --- | --- | --- | --- | --- | --- | --- | --- | --- | --- | --- | --- | -------- | ---- |
| 2004年 | ジョーダン | フォード V10 | B      |                        | AUS | MAL | BHR | SMR | ESP | MON | EUR | CAN | USA | FRA | GBR | GER | HUN | BEL | ITA | CHN | JPN | BRA | 5        | 9位  |
| 2004年 | ジョーダン | フォード V10 | B      | ニック・ハイドフェルド | Ret | Ret | 15  | Ret | Ret | 7   | 10  | 8   | Ret | 16  | 15  | Ret | 12  | 11  | 14  | 13  | 13  | Ret | 5        | 9位  |
| 2004年 | ジョーダン | フォード V10 | B      | ジョルジオ・パンターノ | 14  | 13  | 16  | Ret | Ret | Ret | 13  |     | Ret | 17  | Ret | 15  | Ret | Ret | Ret |     |     |     | 5        | 9位  |
| 2004年 | ジョーダン | フォード V10 | B      | ティモ・グロック       |     |     |     |     |     |     |     | 7   |     |     |     |     |     |     |     | 15  | 15  | 15  | 5        | 9位  |

## 参照
1. 1 2  Hamilton, Maurice (2004). “Formula 1 Review: Jordan”. In Alan Henry. Autocourse 2004-2005. London, England: Hazleton Publishing. pp. 68-69. ISBN 1-903135-35-4
2. ↑  Menard, Pierre (2006). “The Teams: Jordan”. The Great Encyclopedia of Formula 1. Paris, France: Chronosports Editeur. p. 328. ISBN 2-84707-118-0
3. ↑  Jones, Bruce (ed.) (2004). “Team Statistics: Jordan”. The Official Formula 1 Season Review 2004. Sparkford, England: Haynes Publishing. p. 52. ISBN 1-84425-202-7
4. ↑  Domenjoz, Luc (ed.) (2004). “The Players - Jordan Ford”. Formula 1 Yearbook 2004-2005. Paris, France: Chronosports Editeur. pp. 38-29. ISBN 2-84707-072-9